# غريغ بويكن
غريغ بويكن (بالإنجليزية: Greg Boykin)‏ هو لاعب كرة قدم أمريكية أمريكي، ولد في 8 ديسمبر 1953 في رافينا في الولايات المتحدة.

## وصلات خارجية
- غريغ بويكن على موقع مرجع كرة القدم المحترفة.كوم (الإنجليزية)